# Morgane Imbeaud
 Morgane Imbeaud, née le 14 avril 1984 à Clermont-Ferrand, est une auteure-compositrice-interprète française.

## Biographie
Née dans une famille de musiciens, Morgane Imbeaud suit des cours de violon et de piano. En 2005, elle répond à une annonce que publie Mark Daumail qui recherche une choriste pour son groupe Cocoon. En 2007 sort le premier album My Friends All Died in a Plane Crash, aujourd'hui double disque de platine. Les titres de Cocoon sont utilisés dans de nombreuses publicités et sont joués dans des émissions télévisées comme Taratata où Cocoon rencontre notamment Julien Doré qui va choisir plusieurs chansons de Mark Daumail sur son premier album Ersatz.

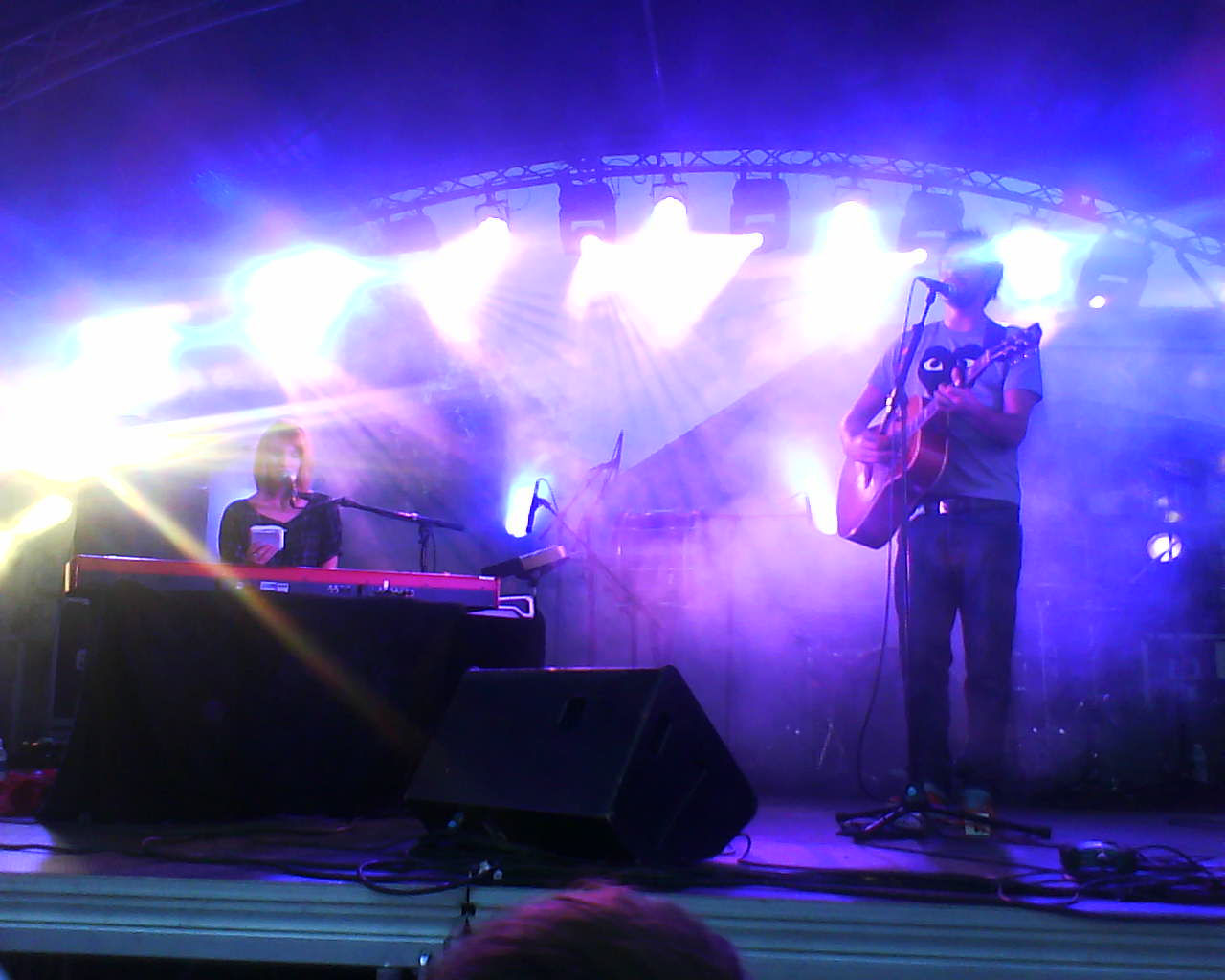
Cocoon. Festival "Boumchaka". Kuntzig, le 27 juin 2009.

En 2011, fort de son succès, Cocoon sort son second album Where the Oceans End. Ces deux disques se vendent à plus de 150 000 exemplaires chacun,,.
En 2012, Cocoon est suspendu momentanément,. Morgane ne réintègre pas la formation à l'album suivant.
La même année, Morgane crée le groupe Peaks avec Yannick Demaison, Romain Carrier et Vincent Estival. Un EP Love est édité,.
En 2014, Morgane forme le groupe Un orage avec Xavier Caux, musicien pour Yodelice et Hollysiz. Un EP éponyme sort en 2016.
En 2015, avec la collaboration de Jean-Louis Murat, elle signe Les songes de Léo, un conte musical, disponible en CD et en livre aux éditions Les Rêveurs. En 2016 elle est en tournée dans toute la France avec ce spectacle,.
En 2018, elle enregistre en duo avec le chanteur Elias Dris un album de reprises des chansons du duo Simon & Garfunkel. L'album parait en janvier 2019.
En 2024 elle sort un nouvel album, The Lake, composé avec Robin Foster.

## Discographie

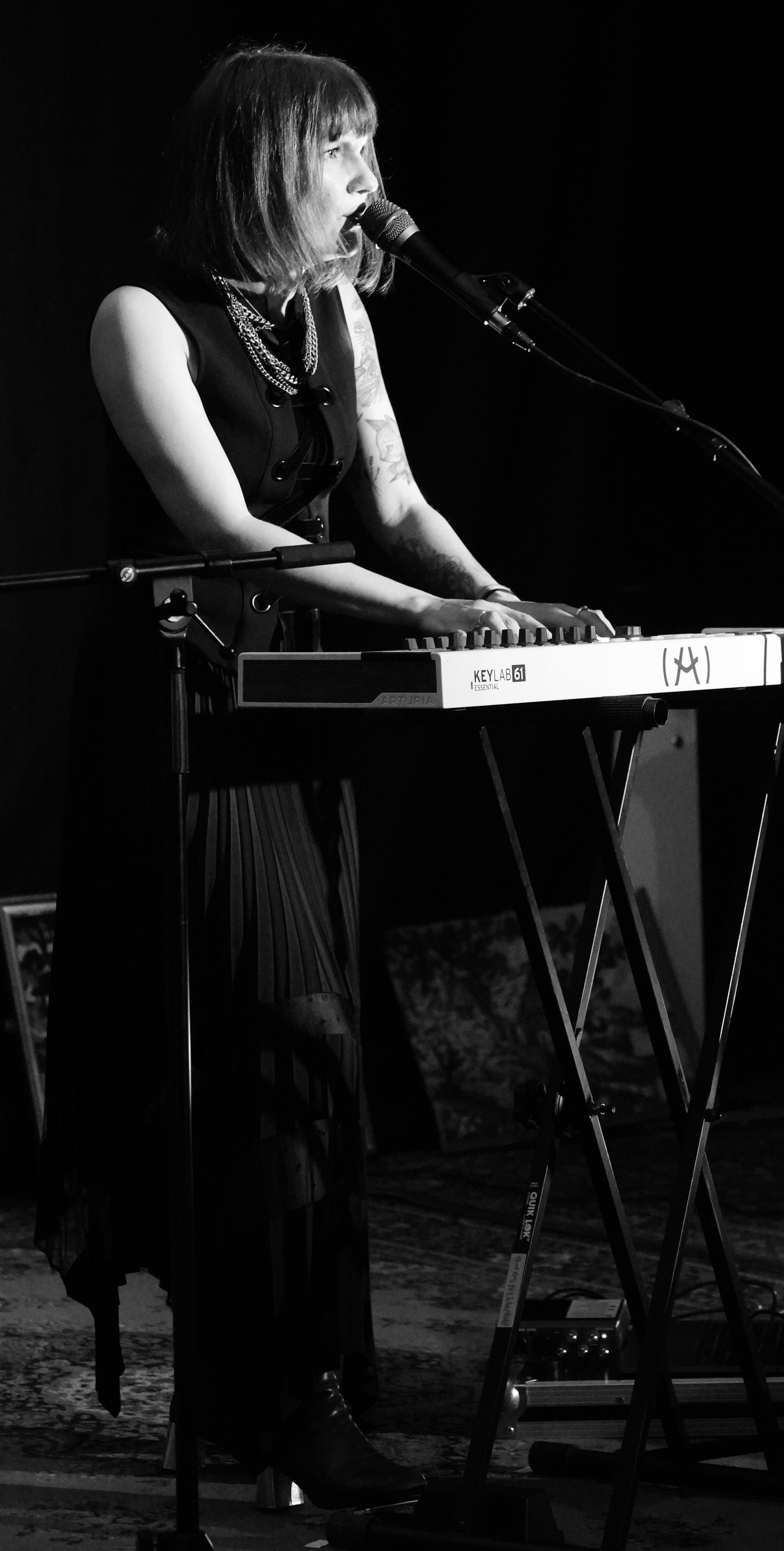
En concert en 2025.

### AvecCocoon
- 2007 : My Friends All Died in a Plane Crash[11]
- 2010 : Where the Oceans End

### AvecPeaks
- 2012 : Love, EP

### AvecUn orage
- 2016 : Un orage, EP

### AvecElias Dris
- 2018 : The Homeward Bound EP : Songs Of Simon & Garfunkel
- 2018 : Homeward Bound: Songs Of Simon & Garfunkel

### Solo
- 2015 : Les Songes de Léo
- 2020 : Amazone
- 2024 : The Lake

### Collaborations
- 2008 : Acacia, Figures imposées sur l'album  Ersatz de Julien Doré

### Participations
- 2007 : Charles et Léo de Jean-Louis Murat
- 2008 : J'irai au Paradis sur l'album Amours suprêmes de Daniel Darc
- 2011 :  L'Homme à tête de chou d'Alain Bashung
- 2013 : Notre histoire, en duo avec Julien Estival sur l'album La vie promise[12]
- 2017 : La vie me va et Garçon en duo avec Jean-Louis Murat du l'album Travaux sur la N89 paru chez PIAS
- 2018 : Hold Up en duo avec Jean-Louis Murat sur l'album Il Francese (PIAS)

## Publications
- Mes songes de Léo, texte de Morgane Imbeaud et illustrations de Christophe Chabouté, 2015, éditions Les Rêveurs